# Torbjørn Kallevåg
Torbjørn Kallevåg (ur. 21 sierpnia 1993) – norweski piłkarz grający na pozycji środkowego pomocnika w klubie Aalesunds FK.

## Kariera juniorska
Kallevåg grał jako junior dla Bremnes IL (2007−2009).

## Kariera seniorska

### Bremnes IL
Kallevåg zadebiutował dla Bremnes IL 11 czerwca 2010 w starciu z Trott IL (przeg. 2:1). Ostatecznie w barwach tego zespołu Norweg wystąpił 6 razy, nie strzelając żadnej bramki.

### SK Vard Haugesund
Kallevåg przeszedł do SK Vard Haugesund 1 września 2011. Debiut dla tego klubu zaliczył on 22 października 2011 w meczu z Ålgård FK (wyg. 3:2). Pierwszą bramkę piłkarz ten strzelił 15 września 2013 w wygranym 0:2 spotkaniu przeciwko Elverum Fotball. Łącznie dla SK Vard Haugesund Norweg rozegrał 53 mecze, strzelając 16 goli.

### IL Hødd
Kallevåg przeniósł się do IL Hødd 4 lutego 2015. Zadebiutował on dla tego zespołu 6 kwietnia 2015 w wygranym 0:1 spotkaniu przeciwko Strømmen IF. Pierwszego gola piłkarz ten strzelił 23 kwietnia 2015 w meczu Pucharu Norwegii z SK Herd (wyg. 0:4). Ostatecznie w barwach IL Hødd Norweg wystąpił 88 razy, zdobywając 21 bramek.

### FK Haugesund
Kallevåg trafił do FK Haugesund 12 stycznia 2018. Debiut dla tego klubu zaliczył on 11 marca 2018 w meczu z Odds BK (wyg. 1:2). Pierwszą bramkę zawodnik ten zdobył 22 kwietnia 2018 w wygranym 1:0 spotkaniu przeciwko Strømsgodset IF. Łącznie dla FK Haugesund Norweg rozegrał 58 meczów, strzelając 5 goli.

### Lillestrøm SK
Kallevåg przeszedł do Lillestrøm SK 10 czerwca 2020. Zadebiutował on dla tego zespołu 3 lipca 2020 w wygranym 0:1 spotkaniu przeciwko Grorud IL. Premierowego gola piłkarz ten strzelił 27 lipca 2020 w meczu z  Åsane Fotball (przeg. 3:1). Ostatecznie w barwach Lillestrøm SK Norweg wystąpił 24 razy, zdobywając 5 bramek.

### Aalesunds FK
Kallevåg przeniósł się do Aalesunds FK 5 lutego 2021. Debiut dla tego klubu zaliczył on 15 maja 2021 w meczu z Bryne FK (wyg. 2:1). Premierową bramkę zawodnik ten zdobył 22 czerwca 2021 w wygranym 5:1 spotkaniu przeciwko IL Stjørdals-Blink.

## Sukcesy
Sukcesy w karierze klubowej:
- 1. divisjon – 2×, z Lillestrøm SK (2020) i Aalesunds FK (2021)
- Puchar Norwegii – 1×, z FK Haugesund (2019)